# U-160 (1941)
U-160 — большая океанская немецкая подводная лодка типа IX-C, времён Второй мировой войны.
Заказ на постройку лодки был отдан судостроительной компании АГ Везер в Бремене 23 декабря 1939 года. Лодка была заложена 21 ноября 1940 года под строительным номером 1010, спущена на воду 12 июля 1941 года, 16 октября 1941 года под командованием обер-лейтенанта Георга Лассена вошла в состав учебной 4-й флотилии. 1 марта 1942 года вошла в состав 10-й флотилии.
Лодка совершила 5 боевых походов, в которых потопила 26 судов (156 082 брт) и повредила 5 судов (34 419 брт). 14 июля 1943 года потоплена торпедами самолётов морской авиации США из авиагруппы эскортного авианосца USS Santee. Все 57 членов экипажа погибли.